# Velikovéchnoye
Velikovechnoye (del ruso: Великовечное) es un selo del raión de Beloréchensk del krai de Krasnodar, en Rusia. Se sitúa en la orilla derecha del río Bélaya, afluente del río Kubán, 21 km al noroeste de Beloréchensk y 59 km al sureste de Krasnodar, la capital del krai. Tenía 5 812 habitantes en 2010.
Pertenece al municipio Velikovechnenskoye.

## Historia
El pueblo está compuesto por la fusión de Vechnoye y Velikoye. La primera de estas localidades fue fundada en 1874 por colonos provenientes de la gubernia de Vorónezh en el emplazamiento de una antigua aul adigué, con el nombre de Filipovski (cambia el nombre en 1923. La segunda de las localidades fue fundado por campesinos y cosacos con el nombre de Tsarski Dar no más tarde de 1897 (cambia de nombre en 1918). Hasta 1920 pertenecía al otdel de Maikop del óblast de Kubán.

## Economía y transporte
Cabe remarcar las instalaciones hidroterapéuticas de la localidad. Pasa la carretera R253 Maikop-Ust-Labinsk.

## Personalidades
- Fiódor Shapoválov (1923-1977), veterano de la Gran Guerra Patria.